# 42. sydlige breddekreds
Den 42. sydlige breddekreds (eller 42 grader sydlig bredde) er en breddekreds, der ligger 42 grader syd for ækvator. Den løber gennem Atlanterhavet, det Indiske Ocean, Australasien, Stillehavet og Sydamerika.